# Steven Levy
Steven Levy (Filadelfia, 26 gennaio 1951) è un giornalista statunitense che ha pubblicato diversi libri su computer, tecnologia, crittografia, internet, cybersecurity e privacy.

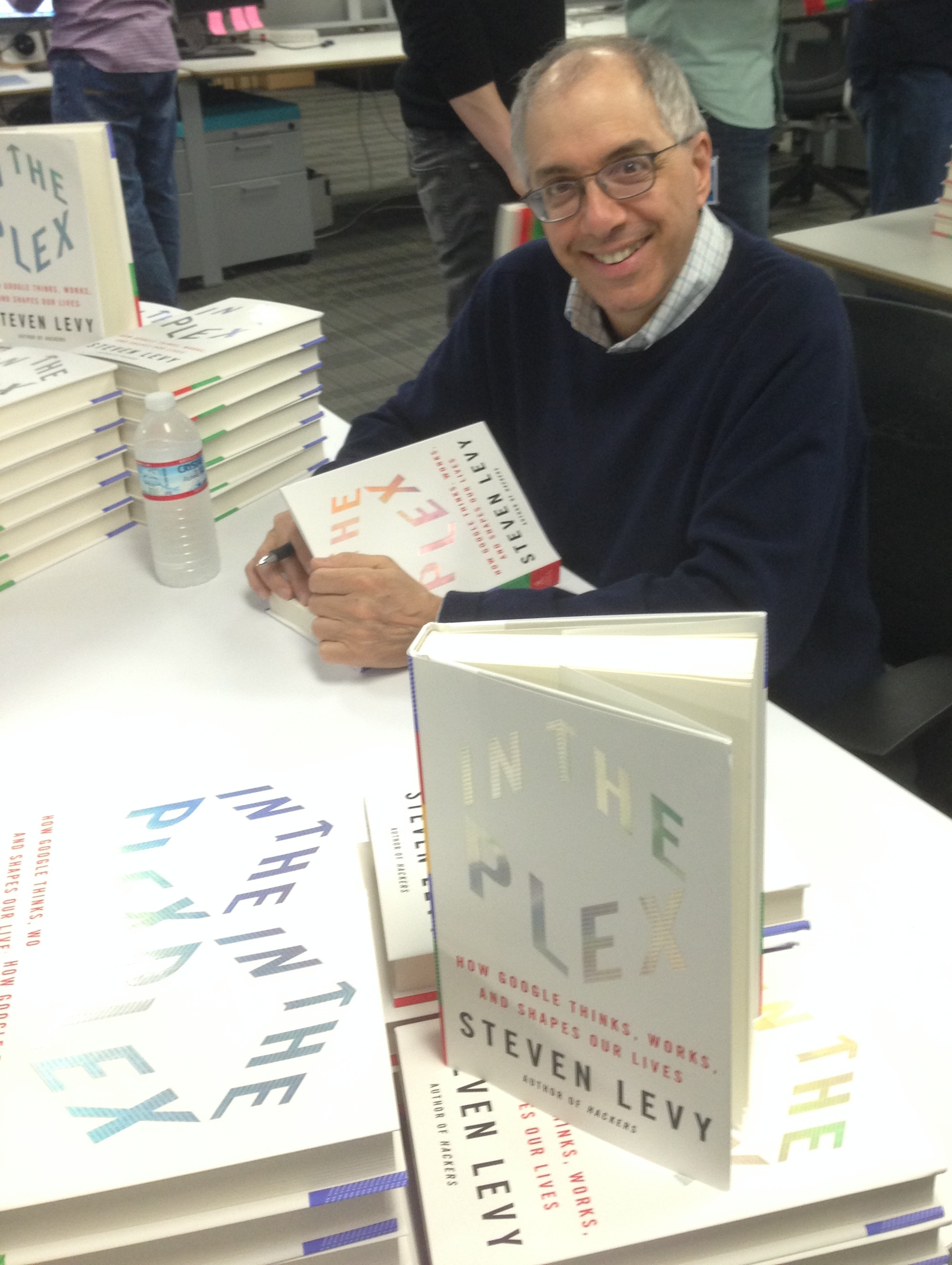
Steven Levy al Nest Labs di Palo Alto, Febbraio 2014

Particolarmente importante e spesso citato è il suo libro del 1984 Hackers. Gli eroi della rivoluzione informatica, nel quale per la prima volta è descritta al grande pubblico "l'etica hacker".

## Carriera
Steven Levy nasce a Filadelfia, Pennsylvania, dove ha frequentato dapprima la Central High School e in seguito la Temple University. Ha conseguito un Master's degree in letteratura alla Pennsylvania State University, dove ha ricevuto il Distinguished Alumni Award. Attualmente vive tra New York e il Massachusetts assieme alla moglie, la giornalista e scrittrice Teresa Carpenter, vincitrice del premio Pulitzer, e al figlio.
Avvicinatosi al mondo del giornalismo nel 1975, ha iniziato ad interessarsi e a scrivere di tecnologia, delle persone che se ne occupano e dei suoi effetti; da allora ha continuato ininterrottamente ad indagare questo ambito. Dopo aver lavorato per anni come freelance, nel 1995 è stato assunto da Newsweek come senior editor, corrispondente capo in campo tecnologico e autore della rubrica Technologist. Da giugno 2008 si è unito alla Wired Magazine, contribuendo alla rivista sin dalla sua nascita con articoli a stampa e online.
Levy ha pubblicato articoli per Harper's, Macworld, The New York Times Magazine, The New Yorker, Premiere e Rolling Stone.
La sua carriera di scrittore vede la pubblicazione di sei libri. Nel 1984 a New York dà alla luce il volume intitolato Hackers: Heroes of the Computer Revolution, in cui tratta della cultura hacker. Levy in particolare descrive le persone, le macchine e gli eventi che hanno definito le cosiddette Hacker Culture e Hacker Ethic. L'etica viene definita dall'autore tramite punti chiave, tra cui il fatto che tutte le informazioni sono libere e che dovrebbero essere impiegate per migliorare la vita.
A questo seguì The Unicorn's Secret: Murder in the Age of Aquarius, pubblicato nel 1988, che racconta la straziante storia di Ira Einhorn, attivista nella New York degli anni '70. Nel 1979 il corpo mummificato di Holly Maddux, ragazza scomparsa diciotto mesi prima è ritrovato nel suo armadio. The Unicorn's Secret racconta l'indagine condotta dall'autore in seguito alla fuga del presunto assassino, dopo che il suo avvocato, Arlen Spector (ora senatore Spector) aveva ottenuto una bassa cauzione. Nel 1998, una miniserie della NBC, The Hunt for the Unicorn Killer, è stata realizzata a partire dal libro di Levy.
Artificial Life: The Quest for a New Creation, del 1992, costituisce il primo e innovativo racconto di una nuova scienza: la creazione e l'analisi dei comportamenti nel mondo dei computer e della tecnologia. ll libro introduce e indaga le questioni morali alla base delle tecnologie della vita artificiale, concetto introdotto per la prima volta da John von Neumann.
Nel 1994 venne dato alle stampe Insanely Great: The Life and Times of Macintosh, the Computer That Changed Everything. In esso si raccontano la vita e i tempi di Macintosh: uno scorcio, narrato dieci anni dopo, sulla storia del computer introdotto da Steve Jobs e Steve Wozniak. Di questa pubblicazione furono realizzate numerose edizioni successive; in occasione del 30º anniversario di Macintosh, Levy ha incluso, per la prima volta, la trascrizione dell'intervista realizzata con Steve Jobs.
Il libro sulla rivoluzione nella crittografia a chiave pubblica, Crypto: How the code rebels beat the governament, saving privacy in digital age, ha vinto il grand eBook prize al Frankfurt Book Festival del 2001. Il volume racconta la storia della rivoluzione nella crittografia.
The Perfect Thing: How the iPod Shuffles Commerce, Culture, and Coolness tratta dell'impiego dell'iPod nel mondo degli affari e della cultura.
In the plex: how google thinks, works, and shapes our lives, è un'indagine su Google e la sua storia.
Levy ha inoltre vinto il Computer Press Association Award per un rapporto scritto nel 1998. Ha contribuito al catalogo Whole Earth Software di Stewart Brand, pubblicato per la prima volta nel 1984.
Nel 1978 scoprì il cervello di Albert Einstein nell'ufficio del patologo che lo aveva rimosso e preservato.

## Opere
- Steven Levy, Hackers. Gli eroi della rivoluzione informatica, traduzione di Ermanno Guarneri, Luca Piercecchi, Shake edizioni, 2002, ISBN 978-88-86926-97-3.
- (EN) Steven Levy, The Unicorn's Secret: Murder in the Age of Aquarius, New York, Prentice Hall Press, 1988, ISBN 978-0-13-937830-0, OCLC 869248637.
- (EN) Steven Levy, Artificial life: the quest for a new creation, New York, Pantheon Books, 1992, ISBN 978-0-679-40774-4, OCLC 924989995.
- (EN) Steven Levy, Insanely Great: The Life and Times of Macintosh, the Computer That Changed Everything, New York, Viking, 1994, ISBN 978-0-670-85244-4, OCLC 464099272.
- (EN) Steven Levy, Crypto: how the code rebels beat the government-saving privacy in a digital age, New York, Viking, 2001, ISBN 978-0-670-85950-4, OCLC 50664184.
- (EN) Steven Levy, The perfect thing: how the iPods shuffles commerce, culture, and coolness, New York, Simon & Schuster paperbacks, 2006, ISBN 0-7432-8523-9, OCLC 999742672.
- (EN) Steven Levy, In the plex: how Google thinks, works, and shapes our lives, New York, Simon & Schuster, 2011, ISBN 1-4165-9658-5, OCLC 809206400.